# Passyi temető
A Passyi temető (franciául: Cimetière de Passy) Párizs 16. kerületében helyezkedik el. Az 1.7 hektáron elterülő sírkertben mintegy 2600 sír található.

## Története
A 19. század elején Párizsnak új temetőkre volt szüksége a régiek tehermentesítésére, lecserélésére. I. Napóleon parancsára a város akkori határain kívül hozták létre északon a Montmartre-i temetőt, keleten a Père-Lachaise temetőt, délen a Montparnasse-i temetőt. Később, 1820-ban létesült, de szintén a császár korábbi parancsára a városon belül a Passyi temető, melyet a Rue Lekain-en található, 1802-ben bezárt régi temető helyett létesítettek.
A jelenlegi bejáratot René Berger tervezte és 1934-ben építették.

## A Passyi temetőben nyugvó híres személyek

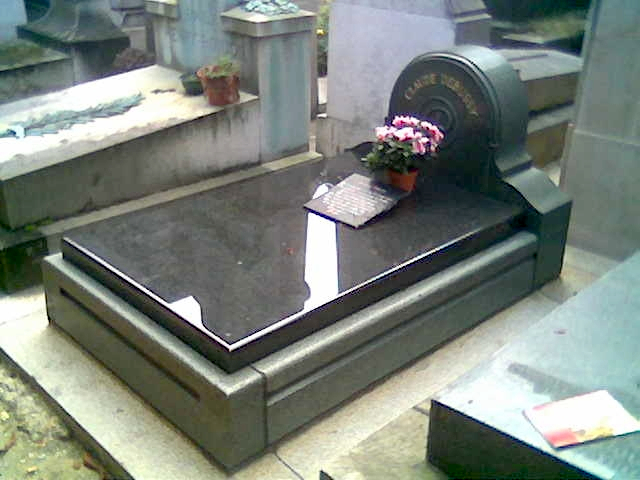
Debussy sírja

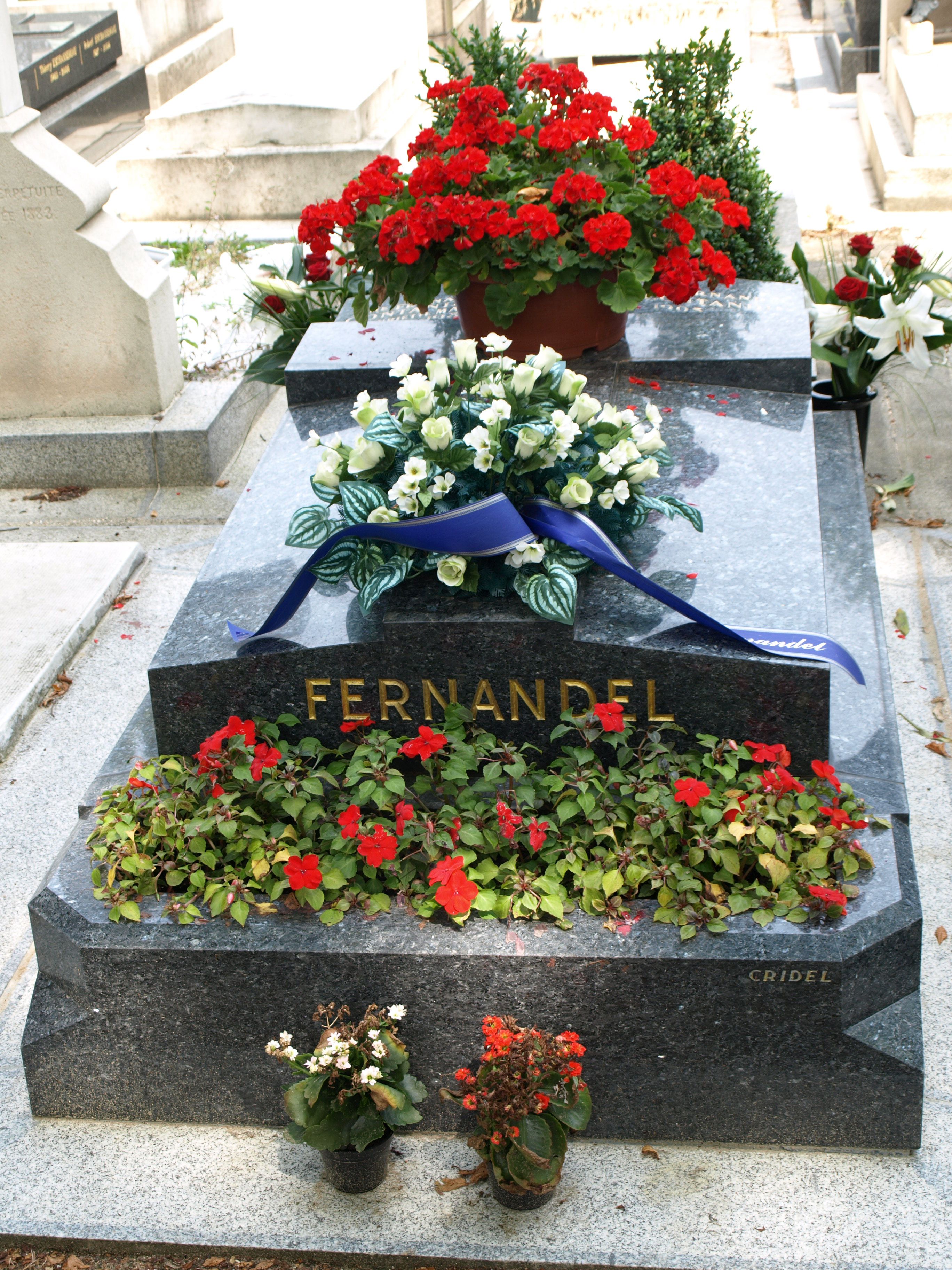
Fernandel sírja

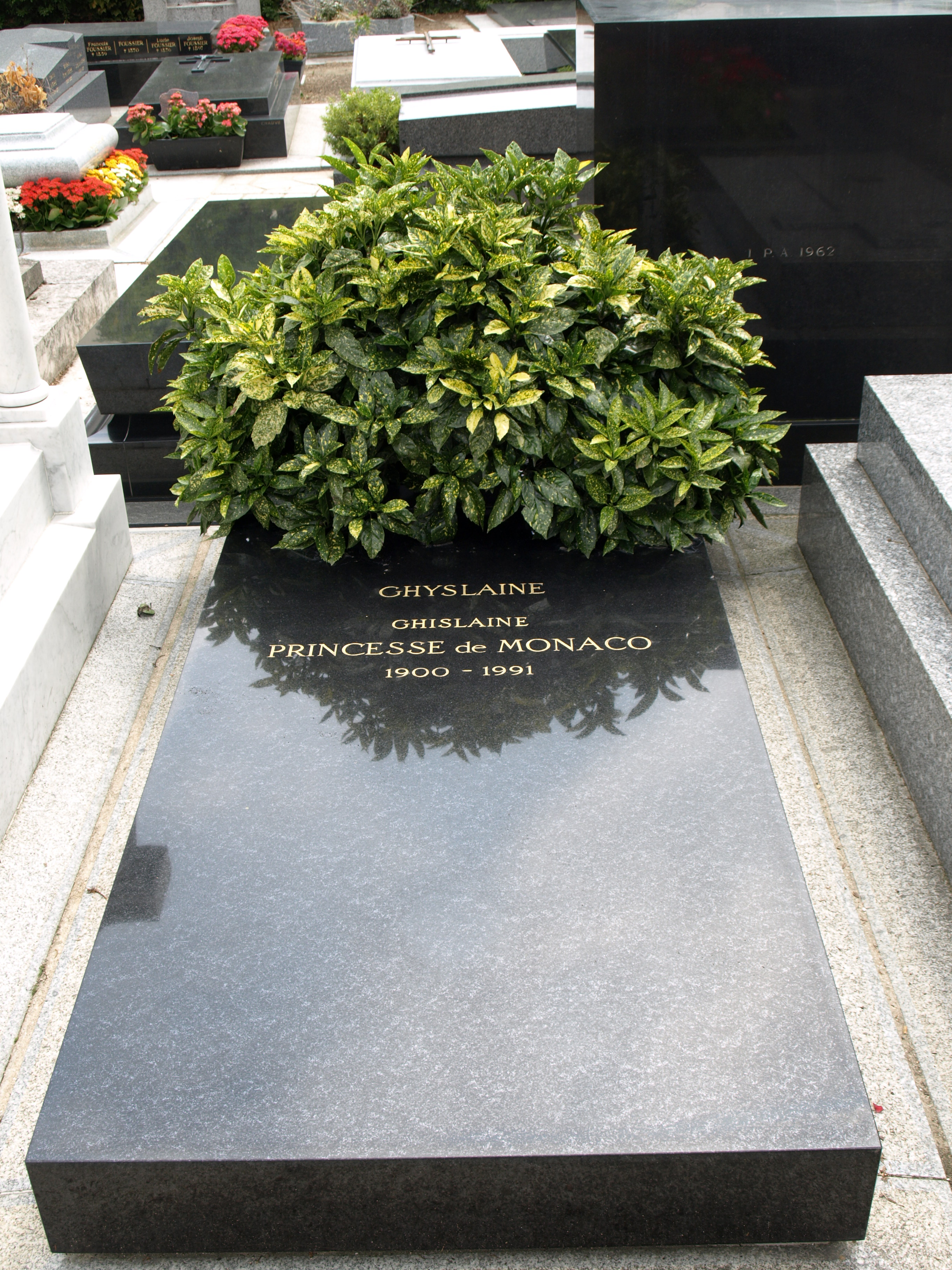
Ghislaine hercegné sírja

- Bảo Đại (1913–1997), Vietnám utolsó császára
- Natalie Clifford Barney (1876–1972), amerikai író
- Jean-Louis Barrault (1910–1994), francia színész
- Louis-Ernest Barrias (1841–1905), francia szobrász
- Julia Bartet (1854–1941), francia színésznő
- Marie Bashkirtseff (1859–1884), orosz származású francia festőnő, szobrász és írónő (a temető legnagyobb és legmagasabb mauzóleuma)
- Maurice Bellonte (1896–1984), francia pilóta
- Tristan Bernard (1866–1947), francia író
- Joseph Blanc (1846–1904), francia festő
- Natalja Szergejevna Braszova (1880–1952), orosz nemes, Mihail Alekszandrovics nagyherceg felesége
- Emmanuel de Las Cases (1766–1842), francia történész
- Jean Chiappe, (1878–1940), francia politikus
- Dieudonné Costes (1892–1973), francia pilóta
- Francis de Croisset (1877–1937), belga születésű francia drámaíró
- Marcel Dassault (1892–1986), mérnök, a Dassault Aviation alapítója
- Claude Debussy (1862–1918), francia impresszionista zeneszerző
- Henri Farman (1874–1958), angol-francia pilóta, repülőgép-tervező
- Edgar Faure (1908–1988), francia politikus
- Gabriel Fauré (1845–1924), francia zeneszerző
- Hervé Faye (1814–1902), francia csillagász
- Fernandel, (1903–1971), francia színész, komikus és énekes
- Maurice Gamelin (1872–1958), francia katonai parancsnok
- Maurice Genevoix (1890–1980), francia regényíró
- Rosemonde Gérard (1866–1953), francia költő, drámaíró
- Constantin Virgil Gheorghiu (1916–1992), román-francia író
- Ghislaine monacói hercegné (1900–1991), francia színésznő, komika, Monaco hercegnéje
- Jean Giraudoux (1882–1944), francia író
- Gabriel Hanotaux (1853–1944), francia politikus, diplomata, történész
- Paul Hervieu (1857–1915), francia író
- Jacques Ibert (1890–1962), francia zeneszerző
- Paul Landowski (1875–1961), lengyel-francia szobrász
- Hector Lefuel (1810–1880), francia építész
- Georges Mandel (1885–1944), francia politikus, újságíró
- Édouard Manet (1832–1883), francia festő
- Alexandre Millerand (1859–1943), francia jogász, államfő, a Harmadik Köztársaság 54. miniszterelnöke
- Octave Mirbeau (1848–1917), francia újságíró, műkritikus, pamfletszerző, regény- és drámaíró
- Berthe Morisot (1841–1895), francia impresszionista festőnő
- Yves Nat (1890–1956), francia zongorista
- Jean Patou (1887–1936), francia divattervező
- Gabrielle Réjane (1856–1920), francia színésznő
- Madeleine Renaud (1900–1994), francia színésznő
- Marcel Renault (1872–1903), francia gyáriparos és autóversenyző
- Maurice Rostand (1891–1968), francia író
- Jeanne Samary (1857–1890), francia színésznő
- André Siegfried (1875–1959), francia író
- Haroun Tazieff (1914–1998), vulkanológus
- Marie Ventura (1888–1954), francia színésznő
- Renée Vivien (1877–1909), angol író, költő
- Pearl White (1889–1938), amerikai színésznő

## Külső hivatkozások
- Cimetière de Passy, Mairie de Paris (franciául)
- A temető térképe a hírességek sírhelyének jelölésével (PDF), Mairie de Paris (franciául)
- Find A Grave (angolul)